# チューバッカ弁論
チューバッカ弁論（チューバッカべんろん、英語: Chewbacca defense） は、アメリカで広がったインターネットミームの1つで、詭弁の一種。
アメリカのアニメ『サウスパーク』に登場した同名の架空の法廷弁論が元になっており、更にはO・J・シンプソン事件の最終弁論でジョニー・コクランが行った弁論が元になっている。

## 概要
ナンセンスな論点のすり替えを多用して聞き手を混乱させ、自分が望む結論へ誘導しようとする態度を揶揄する言葉であり、いわゆる「燻製ニシンの虚偽」の一種である。ユーモア作家エリス・ワイナーによれば「聞き手の脳が完全にシャットダウンしてしまうほど明らかにナンセンスなことを言って自分の主張を押し通すこと」としている（後述）が、厳密な定義はない。
アニメ『サウスパーク』が1998年10月7日に放送した第27話（第2シーズン第14話）「シェフ救済ライブ」（原題：Chef Aid）の中で、原告の弁護を務めたコクランが、依頼人が絶対的に不利な状況下で、裁判に一切関係のないチューバッカの話をして陪審員をかく乱することで依頼人を勝たせた、という展開が元になっている。このエピソードは全編に渡りO・J・シンプソン事件をパロディ化した内容であり、この強引な弁論自体が、O・J・シンプソン事件におけるコクランの最終弁論への風刺となっている。
その後、専門家や著名人も「チューバッカ弁論」を引用したり、あるいは言及し、インターネットミームとして広がった（#影響と評価を参照）。

## 起源
チューバッカ弁論の元ネタは、アニメ『サウスパーク』第27話「シェフ救済ライブ」であり、以下の通りである。
主人公4人組の親友でもある小学校の給食調理師・シェフは大手レコード会社に自身が作曲した楽曲を盗用されてしまう。そこでシェフはレコード会社の役員にせめて曲の作曲者として、自分の名を表記するよう懇願。シェフの主張の裏付けは、21歳の時にこの歌を演奏した自分の録音が残されていたことだった。ところがレコード会社側は、シェフの要求を拒んだ上で、O・J・シンプソン事件で圧倒的に不利な被告を無罪に導いた実績を持つコクランを雇い入れ、業務を妨害したとしてシェフを提訴する。法廷でコクランは、「シンプソン裁判でも用いた」という、「有名な」チューバッカ弁論を展開する。
特に最後の「チューバッカがエンドアに住んでいるなら、原告を無罪放免とすべきです！（If Chewbacca lives on Endor, you must acquit!）」という部分が、コクランによる、O・J・シンプソン事件の最終弁論のパロディとなっている。裁判の過程で、検察官クリストファー・ダーデンは殺人現場で発見された血の付いた手袋を被告にはめるよう促したが、手袋が小さすぎてはめるのが容易ではなかった。コクランは最終弁論でこのことを持ちだし、「手袋が入らなかったのなら、皆さんは無罪放免にすべきです!（If it doesn't fit, you must acquit!）」と陪審員達に主張し、他にもシンプソンを犯人とみなせる有力な証拠があったにもかかわらず、あたかも手袋のみが決定的な証拠であるかのように誘導した。この弁論が、最終的にシンプソンが無罪を勝ち取った一因になったと考えられている。

## 影響と評価
AP通信は、コクランの訃報記事で、コクランの存在がポップカルチャーの題材として扱われていた理由の一つとして、チューバッカ弁論の存在に言及した。
犯罪学者トマス・オコナー博士（Dr. Thomas O'Connor）は、「DNA型鑑定で一致とされて被疑者への嫌疑が晴らせなくなると、弁護人にできることは、鑑定自体がずさんなものであると攻撃するか、チューバッカ弁論を使って、鑑定による証拠の根拠や確率論的推定の手続きがいかに複雑で込み入った危ういものであるのか、陪審員をごちゃごちゃと混乱させることしかない」と述べている。
法科学者エリン・ケニアリー（Erin Kenneally）は「法廷では電磁的記録などのデジタル証拠に対して、しばしばチューバッカ弁論が用いられ、コンピュータやインターネット・プロバイダーから得られた法科学的証拠について様々な異なる解釈の可能性を提示し、陪審員が理解できる合理的な疑いを形成しようとする」と指摘している。ケニアリーはまた、チューバッカ弁論に反論する手法についても論じている。
ケニアリーとその同僚のアンジャリ・スウィーントン（Anjali Swienton）は、この論題についてフロリダ州裁判所や、2005年のアメリカ法科学会の年次大会で報告している。
「チューバッカ弁論」は政治評論にも使われる表現である。ユーモア作家エリス・ワイナーは、ウェブサイト「ハフィントン・ポスト」に寄せた記事で、ディネシュ・ドゥスーザが2007年に合衆国下院の新たな議長となったナンシー・ペロシを批判するのにチューバッカ弁論を用いたと述べ、「聞き手の脳が完全にシャットダウンしてしまうほど明らかにナンセンスなことを言って自分の主張を押し通すこと」とチューバッカ弁論を定義した。
ジェイ・ヘインリックス（Jay Heinrichs）は、2007年の著書『Thank You for Arguing』で、「チューバッカ弁論」が論理学的誤謬のひとつである「燻製ニシンの虚偽」と同義の表現として「用語辞典に忍び込もうとしている」と述べている。